# Рівнокрильник Мюлера
Рівнокрильник Мюлера (Isopterygiopsis muelleriana) — вид мохів порядку гіпнобрієвих (Hypnales).

## Поширення
Ареал охоплює такі частини світу: Європа, Північна Америка, Азія.
Населяє кислі скелі, скелі, валуни в лісі; на висотах від 300 до 1200 метрів.

## Характеристика
Рослини в тонких килимках, жовтуваті. Стебла 2 см, 0.8–2 мм ушир. Листки дещо жорсткі, прямовисні, скучені, черепицеподібні, яйцеподібно-до видовжено-ланцетних, слабо увігнуті, 0.6–2 × 0.3–0.8 мм; поля плоскі, цільні чи дрібно зубчасті; верхівка загострена, часто різко загострена. Спеціалізоване нестатеве розмноження іноді представлене у вигляді пропагули. Вид дводомний. Коробочкові ніжки від коричневого до червонуватого кольору, 0.6–1.2 см. Коробочка від жовтуватого до оранжево-коричневого, від еліпсоїдної до яйцеподібної, пряма, 0.5–1.5 мм. Спори 8–12 мкм.